# Ștrengarii (film din 1959)
Ștrengarii (titlul original: în rusă Неподдающиеся, transliterat: Nepoddaiușciesia) este un film de comedie romantică sovietic, realizat în 1959 de regizorul Iuri Ciuliukin, protagoniști fiind actorii Nadejda Rumianțeva, Iuri Belov, Aleksei Kojevnikov și Vera Karpova. 
O poveste amuzantă despre „războiul” unei fete tinere și active dintr-o fabrică, cu doi băieți, colegii ei de muncă  care pierd doar timpul și îi încurcă și pe ceilalți. În final, se dovedesc a fi tipi buni, demni de respect și chiar și de dragoste.

## Conținut
Datorită statutului de persoană respectabilă și de încredere al Nadiei, colegii săi de lucru, îi dau imediat sarcina fără a pierde timpul, de a reeduca cei doi băieți șmecheri, Anatoli Gracikin și prietenul său Viktor Gromoboev. La început, Nadya o ia sarcina cu reticență și temere, dar treptat această sarcină devine cel mai important lucru din viața ei. Ea pregătește pentru cei doi rebeli, un plan zilnic de activități și o listă de cărți de citit, le aduce prelegeri despre biologia marină, le vorbește despre romanul lui Goncearov, Oblomov.
Dar, după ce Gracikin și Gromoboev au reușit să o păcălească pe Nadya de mai multe ori, ea înțelege că metodele standard în această situație nu vor ajuta...

## Distribuție
- Nadejda Rumianțeva – Nadia Berestova
- Iuri Belov – Tolea Gracikin
- Aleksei Kojevnikov – Vitea Gromoboev
- Valentin Kozlov – Volodeaa Iakovlev
- Vera Karpova – Roza Katkova
- Svetlana Haritonova – Liza Kukușkina, prietena Nadiei
- Viktor Egorov – Lionia Butusov
- Iuri Nikulin – Vasili Kliacikin
- Konstantin Nassonov – directorul fabricii, Andrei Ilici Barîșev
- Ivan Kașirin – masitru de atelier Ivan Ignatievici Vataghin
- Viktor Terehov – Petea
- Vladimir Zemlianikin – Zernov
- Evgheni Bîkadorov – antrenor de scufundări
- Lilia Grițenko – mama Nadiei
- Leonid Marennikov – chelnerul Pașa
- Vladimir Pițek – un chelner
- Nina Agapova – gazda concursului de dans
- Serghei Filippov – milițianul
- Tamara Iarenko – episodic
- Zinaida Tarahovskaia – episodic
- Sașa Smirnov – băiatul cu cuterul

## Premii
- 1960 Festivalul Unional de Film de la Minsk[1]
  - premiul I pentru cel mai bun film;
  - premiul II pentru cel mai bun rol feminin lui Nadejda Rumianțeva;
  - premiul II pentru cel mai bun rol masculin lui Iuri Belov.